# Umedalens Idrottsförening
O Umedalens Idrottsförening, ou simplesmente Umedalens IF, é um clube de futebol da Suécia fundado em 12 de janeiro de 1935. Sua sede fica localizada em Umeå. Em 2009 disputou a Division 2 Norrland, uma das seis ligas da quarta divisão do futebol sueco, terminando na quarta colocação dentre 12 clubes participantes.